# Max Pape
Max Pape (Berlín, 1886 - Berlín, 1947) va ser un nedador alemany que va competir a principis del segle xx.
El 1906, als Jocs Intercalats, guanyà la medalla de plata en la prova dels relleus 4x250 metres lliures, formant equip amb Ernst Bahnmeyer, Oskar Schiele i Emil Rausch. En la competició de la milla estil lliure fou quart.